# تنزي كونو
تنزي كونو (باليابانية: 河野典生)‏ (27 يناير 1935 في كوتشي، كوتشي - 29 يناير 2012 )؛ روائي، وكاتب خيال علمي من اليابان.